# Планирование продукта
Продуктовое планирование — продолжительный процесс идентификации и выделения рыночных требований, определяющих набор свойств продукта, где рыночные требования — это совокупный набор информации, который представлен с достаточными деталями функциональных возможностей, цель которого заключается в привлечения внимания к определенному аспекту специфической рыночной проблемы. Создание рыночных требований является ключом к достижению продуктового планирования. Рыночные требования записаны в Документе рыночных требований.

## Компоненты требований рынка
Требования рынка построены с использованием 4х компонентов: указания, ограничений, объяснений и источников. Существенным и обязательным компонентом любых рыночных требований является указание. Ограничения, объяснения и источники считают необходимыми компонентами, их наличие в рыночных требованиях также желательно.
4 компонента рыночных требований определены следующим образом:
- указание — инструкция, руководство по тому, что должно быть достигнуто;
- ограничения — ограничения, наложенные на решения;
- объяснения — рассуждения, поддерживающие требования;
- источники — происхождение информации, обосновывающей требования;
- индустриализованная интеграция различных форм рынка.